# Ljubava
Ljubava (cyr. Љубава) – wieś w Serbii, w okręgu rasińskim, w mieście Kruševac. W 2011 roku liczyła 499 mieszkańców.